# 托马斯·达文波特
托马斯·达文波特（英語：Thomas Davenport，1802年7月9日—1851年7月6日），是美国佛蒙特州一位铁匠，他在1834年制造了美国第一台直流电动机。

## 生平
托马斯·达文波特出生于美国佛蒙特州威廉斯敦，居住于布兰登镇的一个村庄。
1833年，达文波特参观了纽约的一家铁厂，这里运行着一个约瑟夫·亨利设计的电磁铁，这推动了他的电磁事业。达文波特购买了一块电磁铁，并将其拆开研究其如何工作，他使用妻子婚纱上丝绸制造了一个更好的铁芯，并重新布线。
1834年，达文波特与妻子艾米丽·达文波特一起发明了电池供电的电动机，他们将电动机应用于一辆小型模型车，并在一小段轨道上运行，为后来的有轨电车电气化铺平了道路。
1837年，达文波特与妻子艾米丽和同事奥兰治·斯莫利获得了美国第一项电动机专利，即美国专利号132。 1840年，他印刷了《电磁与机械情报》，这是第一本使用电力印刷的杂志。